# Nowe Piekuty (gmina)
Nowe Piekuty est une gmina rurale du powiat de Wysokie Mazowieckie, Podlachie, dans le nord-est de la Pologne. Son siège est le village de Nowe Piekuty, qui se situe environ 15 km au sud-est de Wysokie Mazowieckie et 43 km au sud-ouest de la capitale régionale Białystok.
La gmina couvre une superficie de 109,37 km2 pour une population de 3 991 habitants.

## Géographie
La gmina inclut les villages de Hodyszewo, Jabłoń Kościelna, Jabłoń-Dąbrowa, Jabłoń-Dobki, Jabłoń-Jankowce, Jabłoń-Markowięta, Jabłoń-Piotrowce, Jabłoń-Śliwowo, Jabłoń-Spały, Jabłoń-Zambrowizna, Jabłoń-Zarzeckie, Jośki, Koboski, Kostry-Litwa, Kostry-Noski, Krasowo Wielkie, Krasowo-Częstki, Krasowo-Siódmaki, Krasowo-Wólka, Lendowo-Budy, Łopienie-Jeże, Łopienie-Szelągi, Łopienie-Zyski, Markowo-Wólka, Nowe Piekuty, Nowe Rzepki, Nowe Żochy, Piekuty-Urbany, Pruszanka Mała, Skłody Borowe, Skłody-Przyrusy, Stare Żochy, Stokowisko, Tłoczewo et Wierzbowizna.
La gmina borde les gminy de Brańsk, Poświętne, Sokoły, Szepietowo et Wysokie Mazowieckie.